# Evangelische Kirche Bischofsheim (Mainspitze)

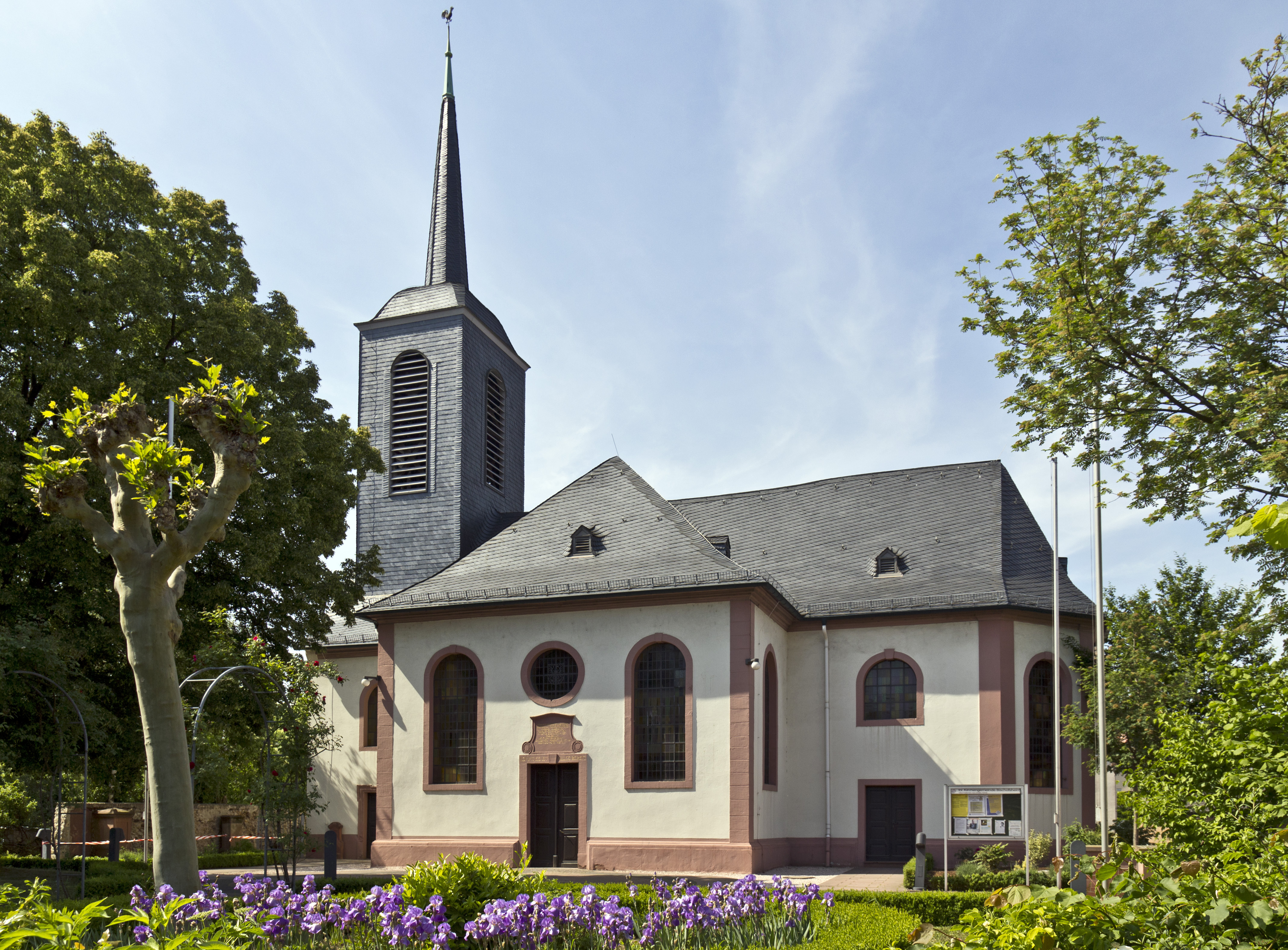
Evangelische Kirche (Bischofsheim)

Die Evangelische Kirche Bischofsheim ist ein denkmalgeschütztes Kirchengebäude, das in Bischofsheim steht, einer Gemeinde im Landkreis Groß-Gerau (Hessen). Die Kirchengemeinde gehört zum Dekanat Groß-Gerau-Rüsselsheim der Propstei Starkenburg der Evangelischen Kirche in Hessen und Nassau.

## Beschreibung
Die Kreuzkirche hat den Grundriss eines Griechischen Kreuzes mit dreiseitigem Abschluss im Osten. Sie wurde nach einem Entwurf des protestantischen Pfarrers Johann Conrad Lichtenberg 1747/1748 gebaut. Das Querschiff ist mit einem Walmdach bedeckt. Aus dem Satteldach des Arms im Westen erhebt sich ein quadratischer, mit einem spitzen Helm bedeckter Dachturm, der hinter den Klangarkaden den Glockenstuhl beherbergt. 
Das Muldengewölbe über der Vierung wurde 1755 von Johann Conrad Seekatz ausgemalt, 1858 überdeckt und 1902 wieder freigelegt. Die heutige Orgel mit 24 Registern, 2 Manualen und Pedal wurde 1965 von G. F. Steinmeyer & Co. gebaut.